# Georg Sars
Georg Ossian Sars (Florø, 20 de abril de 1837 — Oslo, 9 de abril de 1927) foi um biólogo marinho norueguês.

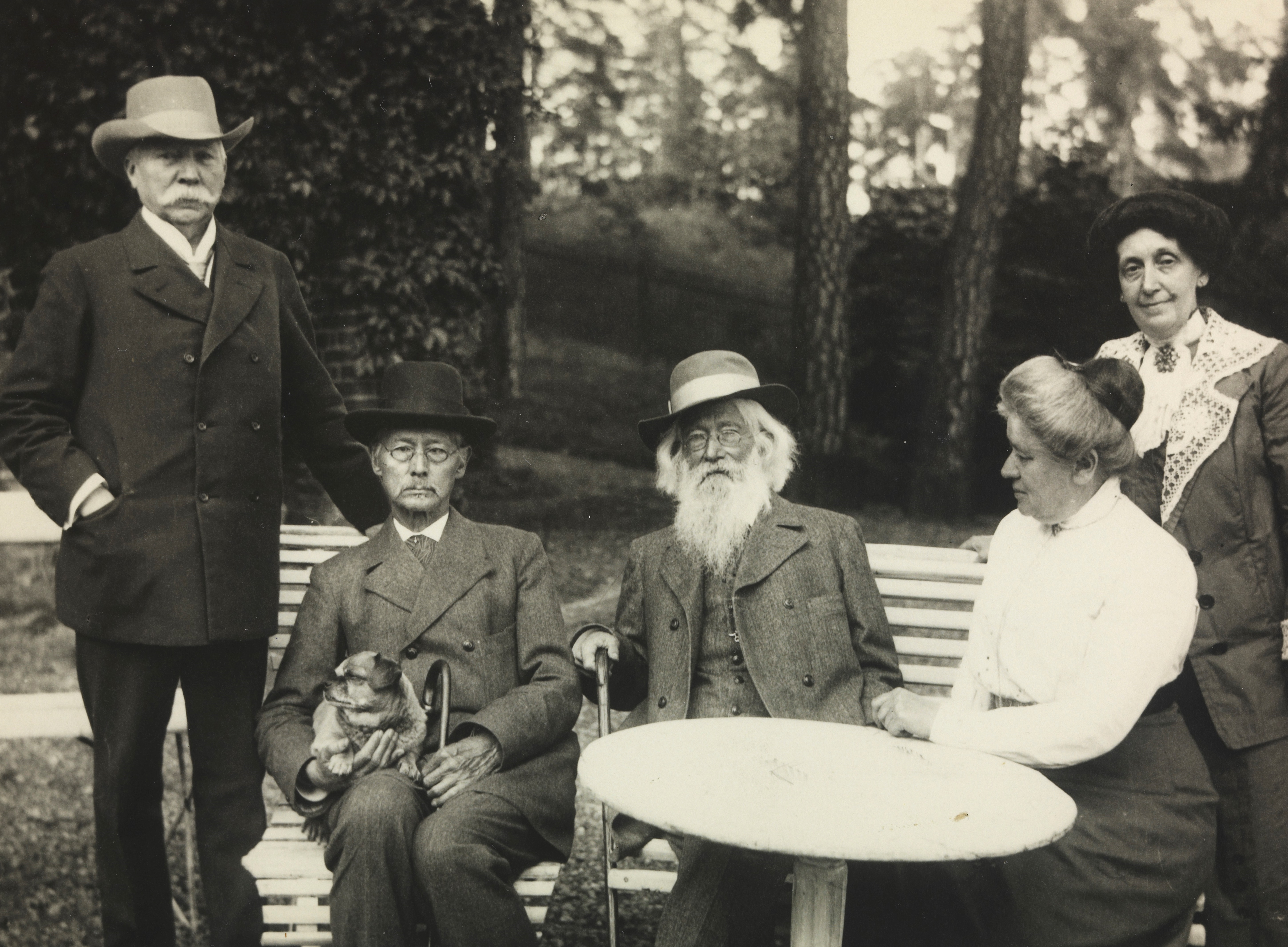
Da esquerda para a direita: Thorvald Lammers, Georg Sars, Ernst Sars e Mally Lammers